# Yuya Hashimoto
Yuya Hashimoto (橋本 優弥, Hashimoto Yūya), née le 16 juin 1997, est une coureuse cycliste japonaise. Elle est championne d'Asie de la poursuite par équipes en 2018. À cette occasion, elle a battu avec l'équipe japonaise le record d'Asie de poursuite par équipes sur 4 000 mètres, en 4 min 22 s 138.

## Palmarès

### Championnats du monde
- Astana 2015
  -  Médaillée de bronze de la poursuite par équipes juniors
- Hong Kong 2017
  - 11e de la poursuite par équipes
- Apeldoorn 2018
  - 9e de la poursuite par équipes
  - 19e de la poursuite individuelle

### Jeux asiatiques
- 2018
  -  Médaillée de bronze de la poursuite par équipes

### Championnats d'Asie
- Nilai 2018
  -  Championne d'Asie de la poursuite par équipes (avec Kisato Nakamura, Kie Furuyama et Yumi Kajihara)

### Championnats nationaux
- Championne du Japon de l'américaine en 2018 avec Yumi Kajihara